# Вернон (Тексас)
Вернон (енгл. Vernon) град је у америчкој савезној држави Тексас. Налази се у округу Вилбаргер, чије је седиште. По попису становништва из 2010. у њему је живело 11.002 становника.

## Демографија
Према попису становништва из 2010. у граду је живело 11.002 становника, што је 658 (5,6%) становника мање него 2000. године.
| Група             | 2000.         | 2010.         |
| Белци             | 7.691 (66,0%) | 6.534 (59,4%) |
| Афроамериканци    | 1.125 (9,6%)  | 1.034 (9,4%)  |
| Азијати           | 83 (0,7%)     | 92 (0,8%)     |
| Хиспаноамериканци | 2.611 (22,4%) | 3.128 (28,4%) |
| Укупно            | 11.660        | 11.002        |